# 伯尔珀塔尔
伯尔珀塔尔（Barpathar）是印度阿萨姆邦Golaghat县的一个城镇。总人口7078（2001年）。

## 人口
该地2001年总人口7078人，其中男性3750人，女性3328人；0—6岁人口831人，其中男403人，女428人；识字率77.75%，其中男性为81.87%，女性为73.11%。